# معهد ماكس بلانك لعلم الإنسان التطوري

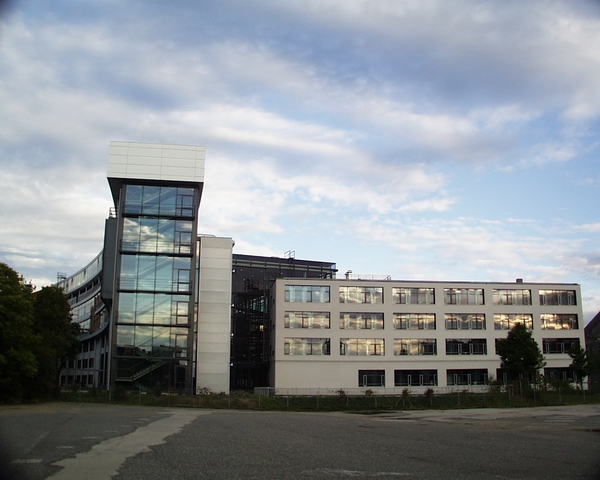
المبنى الرئيسي للمعهد في لايبتزغ

معهد ماكس بلانك لعلم الإنسان التطوري (بالألمانية: Max-Planck-Institut für evolutionäre Anthropologie) هو معهد بحثي تابع لجمعية ماكس بلانك. أُسس سنة 1997، ومقره مدينة لايبتزغ الألمانية.

## أقسام المعهد
يتألف المعهد من خمسة أقسام هي:
- قسم علم النفس التطوري والمقارن
- قسم علم الوراثة التطوري
- قسم التطور البشري
- قسم علم الرئيسيات
- قسم السلوك وعلم البيئة والثقافة الإنسانية

وذلك بالإضافة إلى مجموعات صغرى أخرى من العلماء. وقد كان المعهد يضم قسمًا لعلم اللسانيات (في الفترة من 1998 إلى 2015)، إلا أن ذلك القسم أُغلق عقب تقاعد مديره برنارد كومري في مايو 2015.

## العاملون بالمعهد
يعمل بالمعهد حاليًا نحو 330 شخصًا. ومن مشاهير من عملوا بالمعهد سفانتي بابو (في علم الوراثة) ومايكل توماسيللو (في علم النفس) وكريستوف بويش (في علم الرئيسيات) وجان-جاك هوبلان (في علم التطور) وريتشارد ماكليريث (في علم البيئة التطوري).

## وصلات خارجية
- الموقع الرسمي للمعهد (بالألمانية)

```
(بالإنجليزية)
```